# Liste der Biografien/Harm
Liste der Biografien |
Portal Biografien |
Personensuche
# |
A |
B |
C |
D |
E |
F |
G |
H |
I |
J |
K |
L |
M |
N |
O |
P |
Q |
R |
S |
T |
U |
V |
W |
X |
Y |
Z |
?
 
Ha |
Hd |
He |
Hi |
Hj |
Hk |
Hl |
Hm |
Hn |
Ho |
Hr |
Hs |
Ht |
Hu |
Hv |
Hw |
Hy
 
Haa |
Hab |
Hac |
Had |
Hae–Haf |
Hag |
Hah |
Hai |
Haj |
Hak |
Hal |
Ham |
Han |
Hao |
Hap |
Haq |
Har |
Has |
Hat |
Hau |
Hav |
Haw |
Hax |
Hay |
Haz
 
Hara |
Harb |
Harc |
Hard |
Hare |
Harf |
Harg |
Harh |
Hari |
Harj |
Hark |
Harl |
Harm |
Harn |
Haro |
Harp |
Harr |
Hars |
Hart |
Haru |
Harv |
Harw |
Harx |
Hary |
Harz
Die Liste der Biografien führt alle Personen auf, die in der deutschsprachigen Wikipedia einen Artikel haben. Dieses ist eine Teilliste mit 208 Einträgen von Personen, deren Namen mit den Buchstaben „Harm“ beginnt.

## Harm
- Harm, Friedrich (1844–1905), deutscher Politiker (SPD), MdR
- Harm, Hermann (1894–1985), deutscher SS-Brigadeführer und Generalmajor der Polizei sowie SS- und Polizeiführer
- Harm, Jürgen (1940–2021), deutscher Fußballspieler
- Harm, Karl-Heinz (* 1950), deutscher Fußballspieler
- Harm, Markus (* 1977), deutscher Journalist
- Harm, Markus (* 1987), deutscher Jazzmusiker (Holzblasinstrumente)
- Harm, Vegard (* 1996), norwegischer Influencer und Moderator
- Härm, Viiu (* 1944), estnische Schriftstellerin, Lyrikerin und Schauspielerin
- Harm, Walter (1897–1964), deutscher Politiker (SPD), MdB
- Harm, Walter (1925–1997), deutscher Strahlenbiologe

### Harma
- Härma, Miina (1864–1941), estnische Komponistin
- Harman, Andrew (* 1964), britischer Fantasyautor
- Harman, Avraham (1914–1992), israelischer Diplomat und Hochschuladministrator
- Harman, Buddy (1928–2008), US-amerikanischer Country-Schlagzeuger
- Harman, Chris (1942–2009), britischer Journalist und politischer Aktivist
- Harman, Chris Paul (* 1970), kanadischer Komponist
- Harman, Claire (* 1957), britische Literaturkritikerin, Biografin und Lyrikerin
- Harman, Denham (1916–2014), US-amerikanischer Gerontologe
- Harman, Gilbert (1938–2021), US-amerikanischer Philosoph
- Harman, Harriet (* 1950), britische Politikerin
- Harman, Hugh (1903–1982), US-amerikanischer Trickfilmzeichner und Filmregisseur
- Harman, Jack (1920–2009), britischer General
- Harman, James (1946–2021), US-amerikanischer Bluesmusiker
- Harman, Jane (* 1945), US-amerikanische Politikerin der Demokratischen Partei
- Harman, Jennifer (* 1964), US-amerikanische Pokerspielerin
- Harman, Jo, britische Singer-Songwriterin
- Harman, Lillian (1870–1929), amerikanische Frauenrechtlerin und Anarchistin
- Harman, Nazhiim (* 1999), singapurischer Fußballspieler
- Harman, Nigel (* 1973), englischer Schauspieler
- Harman, Ömer Faruk (1950–2021), türkischer Theologe
- Harman, Sabrina (* 1978), US-amerikanische ReservistinSabrina Harman (* 1978)

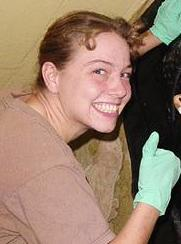
Sabrina Harman (* 1978)

- Harman, Samuel Bickerton (1819–1892), kanadischer Rechtsanwalt und 18. Bürgermeister von Toronto
- Harman, Sidney (1918–2011), US-amerikanischer Unternehmer und Politiker
- Harmand, Jules (1845–1921), französischer Naturforscher und Reisender
- Harmandian, Adiss (1945–2019), armenisch-US-amerikanischer Popsänger, Songwriter und Komponist
- Harmandić, Adnan (* 1983), bosnischer Handballspieler
- Harmange, Pauline (* 1994), französische Schriftstellerin
- Harmans, Joop (1921–2015), niederländischer Radrennfahrer
- Harmansa, Karl-Heinz (1932–2001), deutscher Tischtennisspieler
- Harmanson, John H. (1803–1850), US-amerikanischer Politiker
- Harmant, René, französischer Schauspieler und Komiker, Sänger und Impresario
- Harmar, Josiah (1753–1813), US-amerikanischer Offizier
- Harmasch, Denys (* 1990), ukrainischer Fußballspieler
- Harmat, Christian (* 1991), Schweizer Parkour-Athlet und Ninja WarriorChristian Harmat (* 1991)

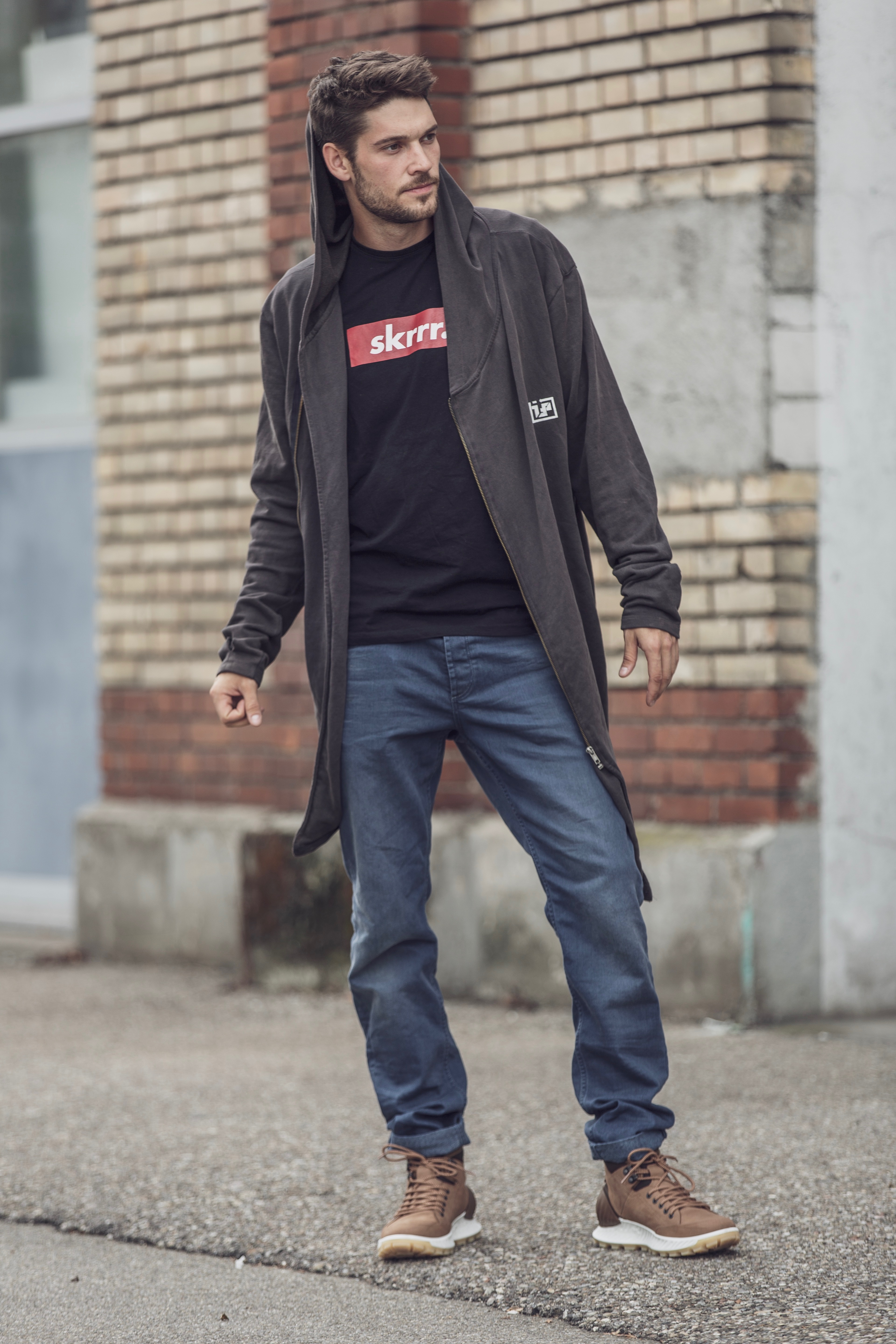
Christian Harmat (* 1991)

- Härmates, Rudolf, estnischer Fußballspieler
- Harmath, Éva (1930–1993), ungarische Opernsängerin (Sopran) und Schauspielerin
- Harmatta, János (1917–2004), ungarischer Sprachwissenschaftler

### Harme
- Harmel, Gerhard (* 1898), deutscher Politiker (NSDAP)
- Harmel, Heinz (1906–2000), deutscher SS-Brigadeführer und Generalmajor der Waffen-SSHeinz Harmel (1906–2000)

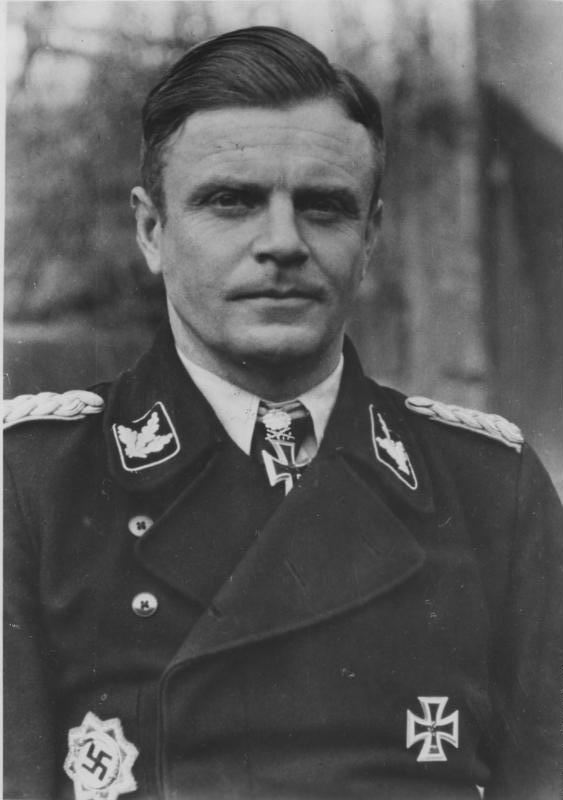
Heinz Harmel (1906–2000)

- Harmel, Jules (1908–1945), belgischer römisch-katholischer Geistlicher und Märtyrer
- Harmel, Kristin (* 1979), US-amerikanische Schriftstellerin und Journalistin
- Harmel, Pierre (1911–2009), belgischer Politiker (PSC) und Jurist
- Harmelin, Yosef (1922–1994), israelischer Diplomat
- Harmeling, Rob (* 1964), niederländischer Radrennfahrer
- Harmenberg, Johan (* 1954), schwedischer Degenfechter und Olympiasieger
- Harmening, Ernst (1854–1913), Jurist, Schriftsteller und Politiker (DHP), MdR
- Harmening, Rudolf (1892–1963), deutscher Jurist und Ministerialbeamter
- Harmer, Alexander F. (1856–1925), US-amerikanischer Maler und Illustrator
- Harmer, Alfred C. (1825–1900), US-amerikanischer Politiker
- Harmer, Barbara (1953–2011), britische Berufspilotin
- Harmer, Dyllan (* 1992), australischer Biathlet
- Harmer, Gustav junior (* 1934), österreichischer Industrieller und Naturschützer
- Harmer, John L. (1934–2019), US-amerikanischer Politiker
- Harmer, Leopold (1869–1945), österreichischer Mediziner
- Harmer, Lewis Charles (1902–1975), britischer Romanist und Sprachwissenschaftler
- Harmer, Russell (1896–1940), britischer Segler
- Harmes, Albert Reinhold (1800–1859), preußischer Generalmajor
- Harmes, Suzanne (* 1986), niederländische Kunstturnerin

### Harmi
- Harminc, Milan Michal (1869–1964), slowakischer Architekt

### Harmj
- Harmjanz, Heinrich (1904–1994), deutscher Volkskundler und nationalsozialistischer Wissenschaftspolitiker
- Harmjanz, Willy (1893–1983), deutscher General der Flieger im Zweiten Weltkrieg

### Harml
- Harmless, William J. (1953–2014), US-amerikanischer katholischer Theologe und Kardinal

### Harmo
- Harmodios († 514 v. Chr.), griechischer Tyrannenmörder
- Harmon, Angie (* 1972), US-amerikanische SchauspielerinAngie Harmon (* 1972)

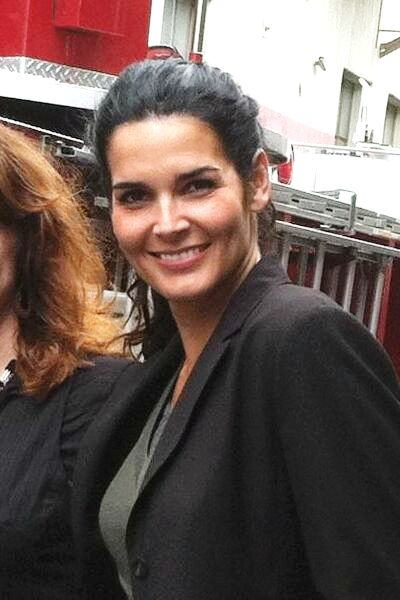
Angie Harmon (* 1972)

- Harmon, Butch (* 1943), US-amerikanischer Golflehrer
- Harmon, Claude (1916–1989), US-amerikanischer Golfsportler und Golflehrer
- Harmon, Dan (* 1973), US-amerikanischer Drehbuchautor, Fernsehproduzent und Comicbuchautor
- Harmon, Derrick (* 1970), US-amerikanischer Boxer im Halbschwergewicht
- Harmon, Duron (* 1991), US-amerikanischer American-Football-Spieler
- Harmon, Elizabeth Poea (* 1992), Fußballspielerin der Cookinseln
- Harmon, Ernest N. (1894–1979), US-amerikanischer Offizier
- Harmon, Hubert R. (1892–1957), US-amerikanischer Offizier, Generalleutnant der US Air Force
- Harmon, John (* 1937), US-amerikanischer Komponist, Jazzpianist und Musikpädagoge
- Harmon, Joy (* 1940), US-amerikanische Bäckerin und ehemalige Schauspielerin
- Harmon, Judson (1846–1927), US-amerikanischer Jurist und Politiker
- Harmon, Mark (* 1951), US-amerikanischer SchauspielerMark Harmon (* 1951)

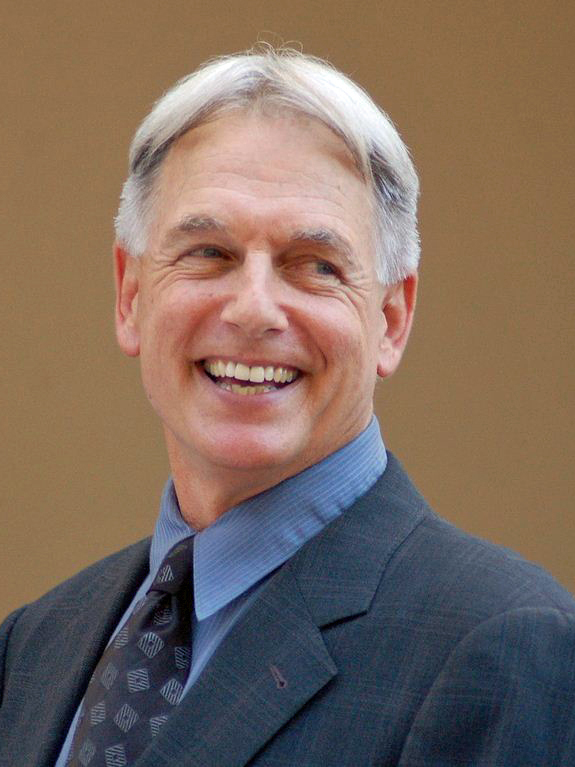
Mark Harmon (* 1951)

- Harmon, Randall S. (1903–1982), US-amerikanischer Politiker
- Harmon, Renee (1927–2006), deutsche Schauspielerin, Filmproduzentin, Sachbuch- und Drehbuchautorin
- Harmon, Richard (* 1991), kanadischer Schauspieler
- Harmon, Robert (* 1953), US-amerikanischer Film- und Fernsehregisseur
- Harmon, Rodney (* 1961), US-amerikanischer Tennisspieler
- Harmon, Sidney (1907–1988), US-amerikanischer Drehbuchautor und Filmproduzent
- Harmon, Winsor (* 1963), US-amerikanischer Schauspieler, Country-Sänger, Filmproduzent und Filmregisseur
- Harmonica Frank (1908–1984), US-amerikanischer Bluessänger, -gitarrist und -harmonikaspieler
- Harmony, Gustav (1875–1959), deutscher Politiker (DNVP), MdR
- Harmoodi, Abdulla Al (* 1992), Eishockeyspieler aus den Vereinigten Arabischen Emiraten
- Harmotto, Christa (* 1986), US-amerikanische Volleyballspielerin

### Harms
- Harms zum Spreckel, Heinrich (1874–1931), deutscher Arzt, Genealoge und Heimatforscher
- Harms, Alfred (1905–1994), deutscher Generalstaatsanwalt in Celle
- Harms, Anja (* 1960), deutsche Buchkünstlerin
- Harms, Anton Friedrich (1695–1745), deutscher Maler, Bühnenbildner und Kunstschriftsteller
- Harms, Arthur (1915–1983), deutscher Magistratsdirektor, Bremerhavener Bürgerschaftsabgeordneter (SPD), MdBB
- Harms, August Heinrich Ludwig († 1839), großherzöglich mecklenburgisch-schwerinscher Domänenrat
- Harms, Berend (* 1939), deutscher Politiker (SPD), MdL
- Harms, Bernhard (1876–1939), deutscher Wirtschaftswissenschaftler
- Harms, Bruno (1890–1967), deutscher Hygieniker
- Harms, Carsten (1830–1897), deutscher Tierarzt und Hochschullehrer
- Harms, Chris (* 1980), deutscher MusikerChris Harms (* 1980)

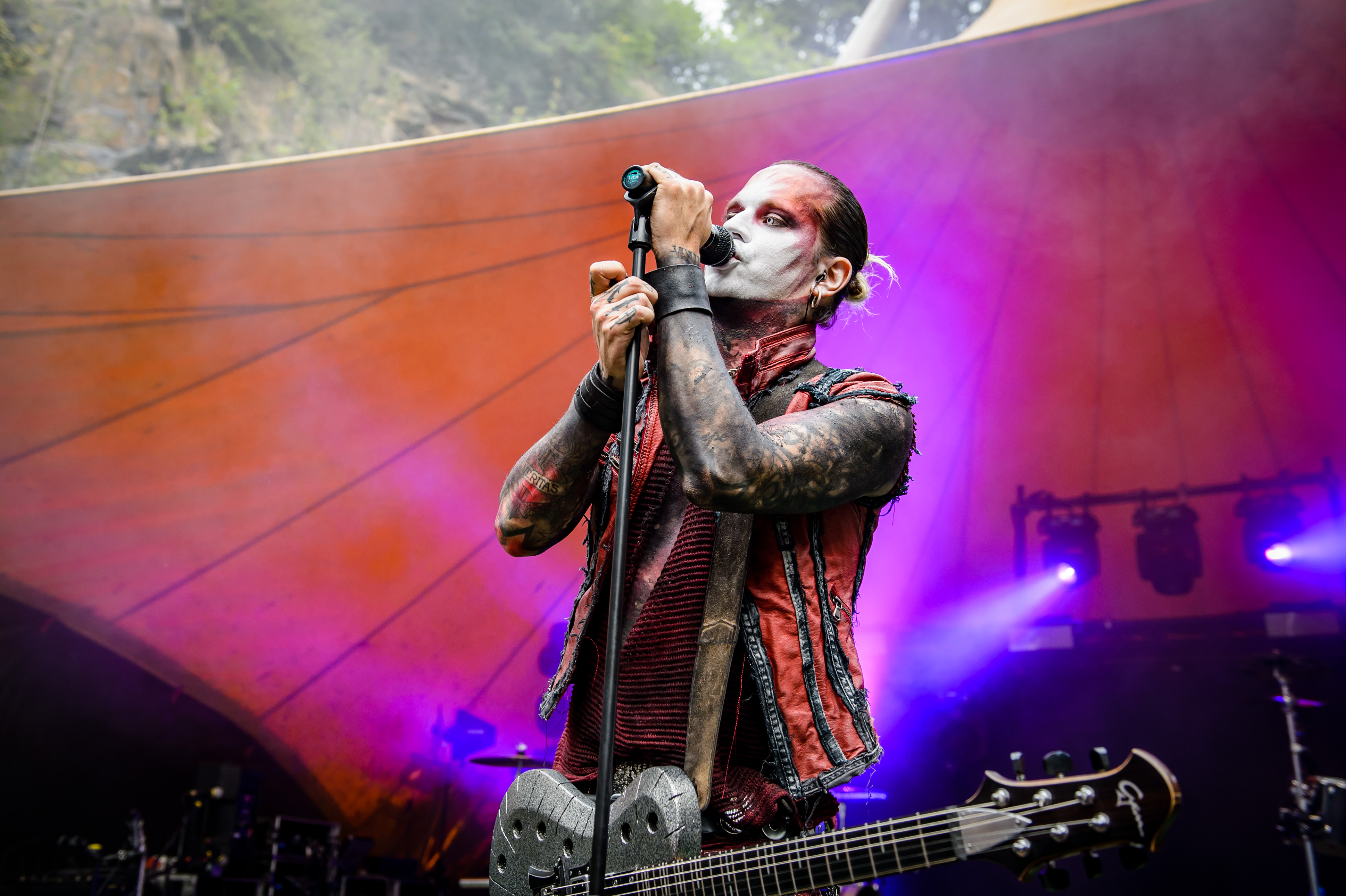
Chris Harms (* 1980)

- Harms, Christopher, deutscher Journalist und Ministerialbeamter
- Harms, Claus (1778–1855), deutscher lutherischer Pastor in Kiel
- Harms, Claus (1903–1974), deutscher Jurist
- Harms, Claus (1908–1996), deutscher Dramaturg, Journalist, Film-, Theater- und Literaturkritiker
- Harms, Dieter (* 1935), deutscher Pathologe und Hochschullehrer
- Harms, Dirk (* 1963), südafrikanisch-deutscher Bildhauer und Arzt
- Harms, Eberhard (* 1945), deutscher Fußballspieler
- Harms, Egon Herbert (1927–2006), deutscher Unternehmer
- Harms, Ernst (1895–1974), deutsch-amerikanischer Mediziner oder Psychologe
- Harms, Finja (* 2000), deutsche Handballspielerin
- Harms, Florian (* 1973), deutscher Journalist, Sachbuchautor und Chefredakteur von T-Online.de
- Harms, Fred (* 1965), deutscher Versorgungsforscher
- Harms, Friedrich (1819–1880), deutscher Philosoph
- Harms, Friedrich (1876–1946), deutscher Physiker
- Harms, Friedrich (1916–2007), deutscher Saatguthandelskaufmann, Ehrensenator der Universität Rostock
- Harms, Georg Friedrich (1811–1892), Senator der Hansestadt Lübeck
- Harms, George Julius Christian (1834–1914), deutscher Reichsgerichtsrat
- Harms, Gerd (* 1953), deutscher Pädagoge, Landespolitiker (Grüne, SPD) sowie Unternehmensberater
- Harms, Gerhard (* 1882), deutscher Marineoffizier, zuletzt Kapitän zur See der Kriegsmarine
- Harms, Gertrud (1916–1976), deutsche Kunsthistorikerin und Politikerin (FDP), MdBB
- Harms, Günter (* 1947), deutscher Politiker (SPD), MdL
- Harms, Hans (1906–1975), deutscher Manager
- Harms, Hans-Heinrich (1914–2006), evangelischer Theologe, lutherischer Bischof
- Harms, Hans-Heinrich (* 1947), deutscher Maschinenbauingenieur und Professor für Maschinenbau
- Harms, Hauke (* 1961), deutscher Umweltmikrobiologe
- Harms, Heinrich (1861–1933), deutscher Geograph und Lehrer
- Harms, Heinrich (1908–2003), deutscher Augenarzt
- Harms, Helmut (1912–2011), deutscher Naturwissenschaftler
- Harms, Hermann August Theodor (1870–1942), deutscher Botaniker und Taxonom
- Harms, Ingeborg (* 1956), deutsche Journalistin, Literaturwissenschaftlerin und Schriftstellerin
- Harms, Jens (1944–2016), deutscher Wirtschaftswissenschaftler
- Harms, Joachim (* 1932), deutscher Politiker (SPD), MdL
- Harms, Joel (* 2002), deutscher Basketballspieler
- Harms, Johann Caspar Christian Georg (1819–1896), deutscher Pädagoge und Schriftsteller
- Harms, Johann Oswald (1643–1708), deutscher Maler und Bühnenbildner
- Harms, Johannes (1900–1989), deutscher Politiker (DP), MdL
- Harms, Johannes (1910–1941), deutscher Kriegsdienstverweigerer
- Harms, Jörg Menno (* 1939), deutscher Manager und Elektrotechnik-Ingenieur
- Harms, Judith (1910–1958), deutsche Schauspielerin und Hörspielsprecherin
- Harms, Jürgen (* 1944), deutscher Wirbelsäulenchirurg
- Harms, Jürgen Wilhelm (1885–1956), deutscher Zoologe und Hochschullehrer
- Harms, Karin (* 1966), deutsche Kommunalpolitikerin (parteilos)
- Harms, Katharina (* 1961), deutsche Juristin, Richterin am Bundesverwaltungsgericht
- Harms, Kirsten (* 1956), deutsche Regisseurin und Opernintendantin
- Harms, Klaus (1906–1972), deutscher evangelischer Geistlicher
- Harms, Klaus B. (1946–1999), deutscher Journalist und Publizist
- Harms, Lars (* 1964), deutscher Politiker (SSW); MdL
- Harms, Lars (* 1977), schweizerisch-deutscher Squashspieler
- Harms, Ludwig (1808–1865), deutscher evangelischer Theologe, ErweckungspredigerLudwig Harms (1808–1865)

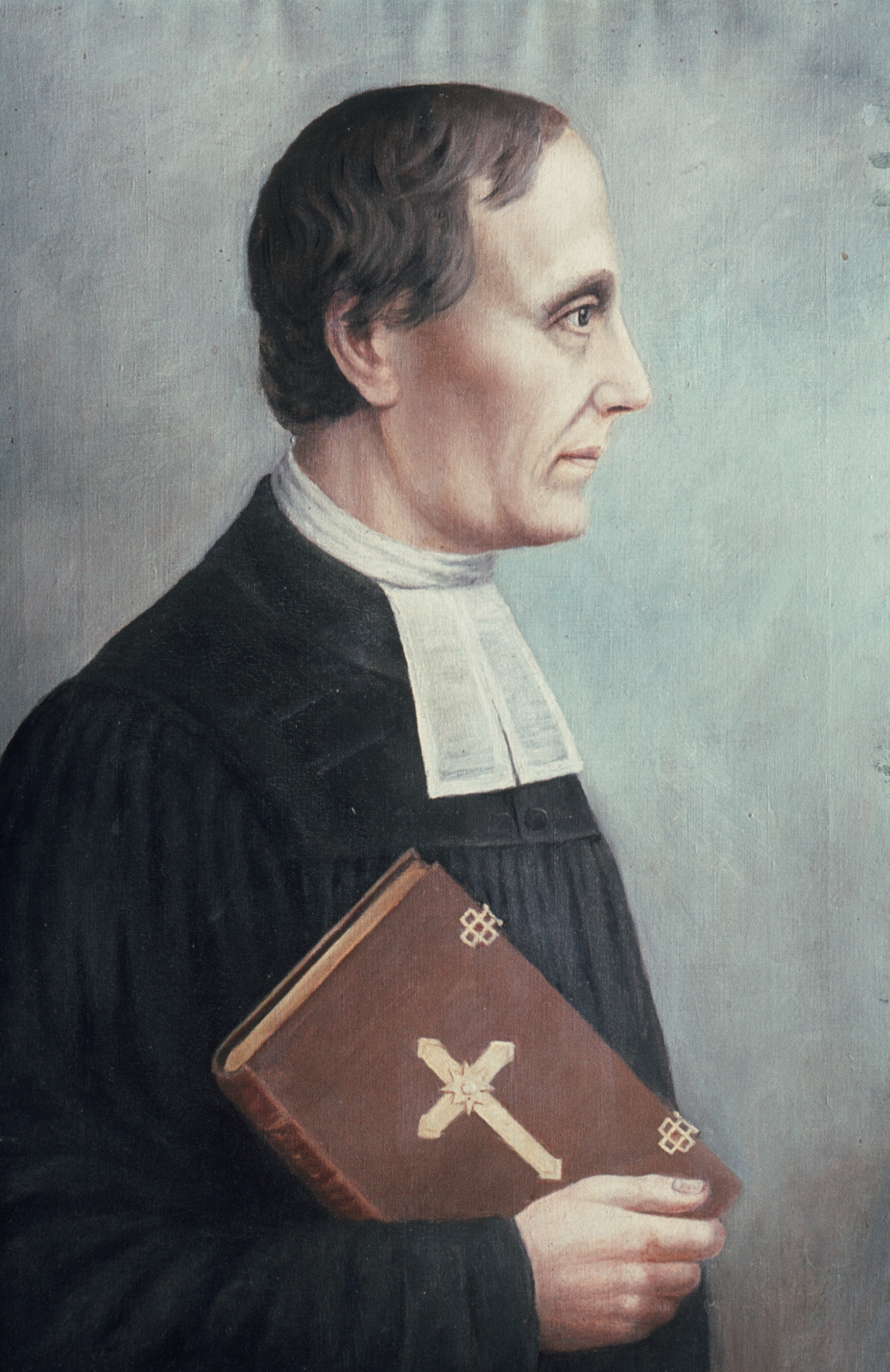
Ludwig Harms (1808–1865)

- Harms, Ludwig (1900–1984), deutscher Mediziner und Funktionäar der CDU der DDR, MdV
- Harms, Lutz (* 1952), deutscher Neurologe
- Harms, Manuel (* 1996), deutscher Volleyball- und Beachvolleyballspieler
- Harms, Maria († 1593), deutsche Frau, als Hexe hingerichtet
- Harms, Monika (1942–2012), deutsche Politikerin (CDU), MdBB
- Harms, Monika (* 1946), deutsche Juristin und Generalbundesanwältin
- Harms, Philipp (* 1966), deutscher Ökonom und Professor
- Harms, Rainer Ute (* 1940), deutscher Politiker (CDU), MdL
- Harms, Rebecca (* 1956), deutsche Politikerin (Bündni 90/Die Grünen), MdL, MdEPRebecca Harms (* 1956)

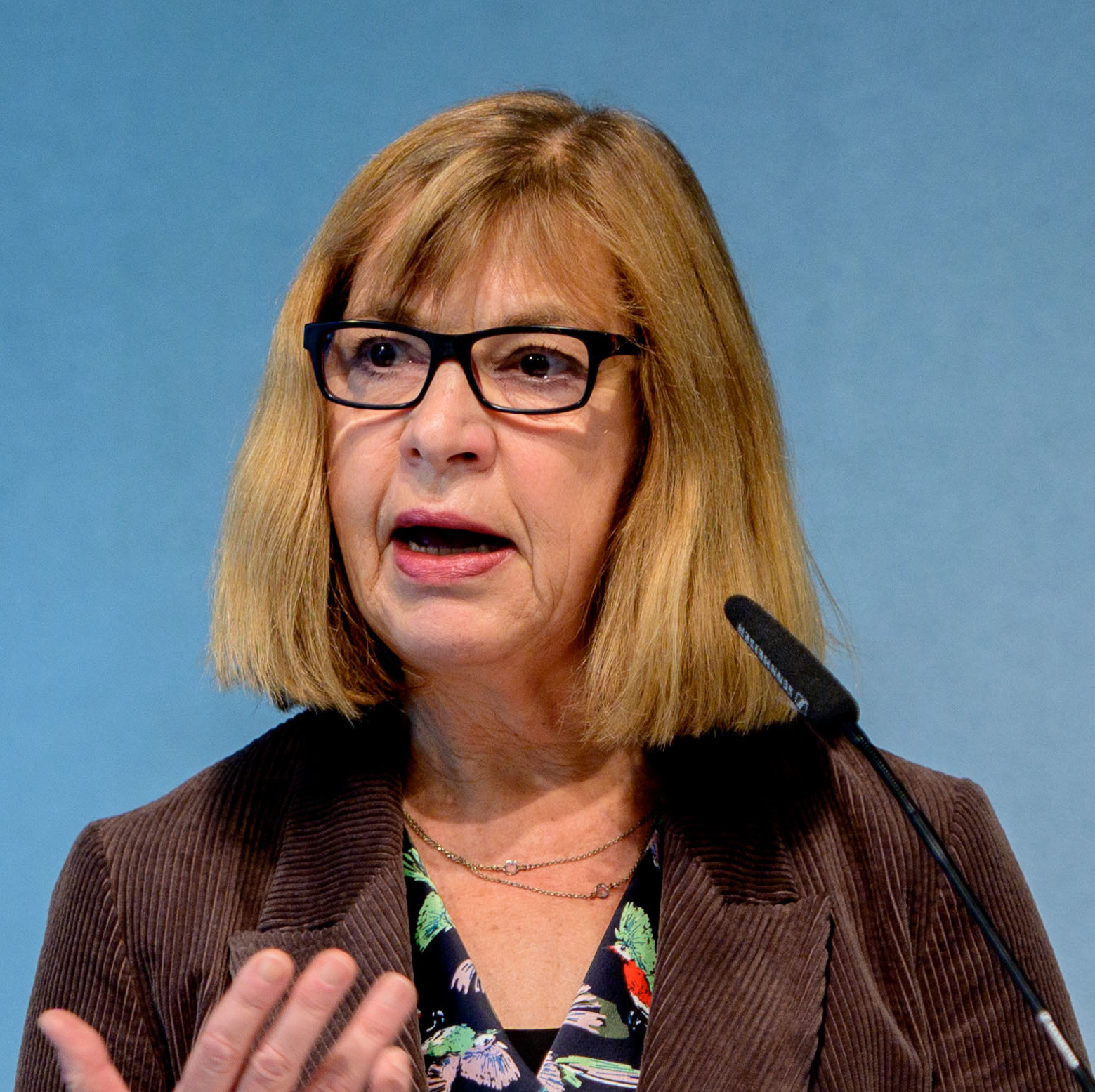
Rebecca Harms (* 1956)

- Harms, Rudolf (1901–1984), deutscher Schriftsteller
- Harms, Stephanie (* 1972), deutsche Kommunalpolitikerin (CDU)
- Harms, Sven (* 1971), deutscher Jurist, Richter am Bundesgerichtshof
- Harms, Theodor (1819–1885), deutscher Theologe
- Harms, Theodor (1853–1931), deutscher Marineoffizier und Beamter
- Harms, Thomas (* 1957), deutscher Schauspieler
- Harms, Uwe (* 1963), deutscher Politiker (CDU), MdL
- Harms, Volker (* 1941), deutscher Ethnologe
- Harms, Wesley (* 1984), niederländischer Dartspieler
- Harms, Wilfried (1941–2025), deutscher Autor und Heimatforscher
- Harms, Wilhelm (1850–1933), deutscher Schriftsteller niederdeutscher Mundart
- Harms, Wolfgang (* 1929), deutscher Jurist und Hochschullehrer
- Harms, Wolfgang (1936–2021), deutscher Germanist und emeritierter Professor für Deutsche Philologie
- Harms, Wolfgang (* 1950), deutscher Kunstmaler
- Harms, Yannick (* 1994), deutscher Volleyball- und Beachvolleyballspieler
- Harms-Lipski, Ilse (1927–2017), deutsche Malerin und Illustratorin
- Harms-Rüstringen, Georg (1890–1955), deutscher Maler
- Harms-Ziegler, Beate (* 1949), deutsche Juristin, Rechtsanwältin, ehemalige Notarin und ehemalige Richterin
- Harmse, Chris (* 1973), südafrikanischer Hammerwerfer
- Harmse, Kevin (* 1984), kanadischer Fußballspieler
- Harmsen, Björn (* 1982), deutscher Basketballtrainer
- Harmsen, Claus (* 1947), deutscher Rechtsanwalt
- Harmsen, Daniëlle (* 1986), niederländische Tennisspielerin
- Harmsen, Fro (* 1904), deutscher Fregattenkapitän der Kriegsmarine
- Harmsen, Hans (1899–1989), deutscher SozialhygienikerHans Harmsen (1899–1989)

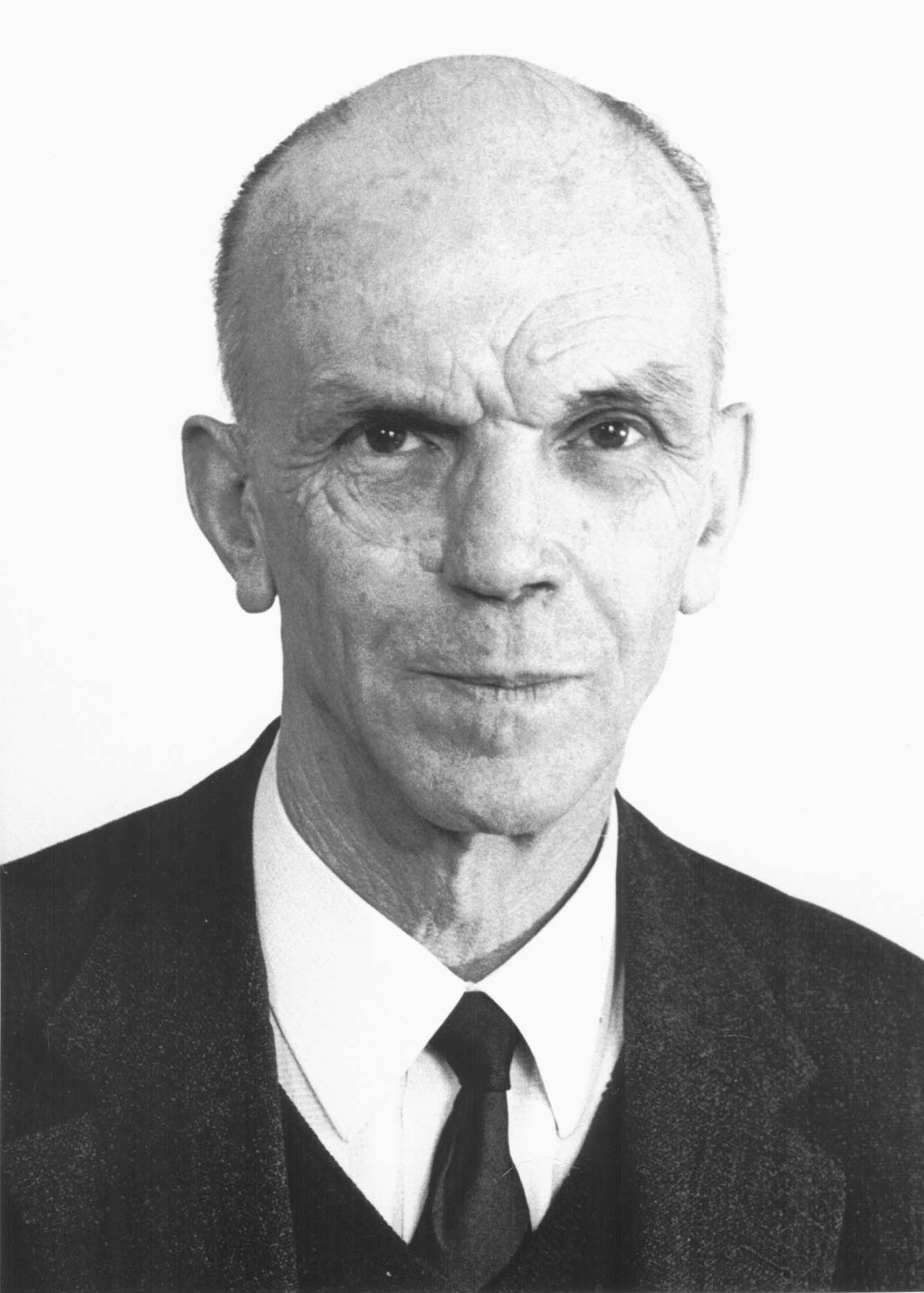
Hans Harmsen (1899–1989)

- Harmsen, Johann Hermann (1733–1799), deutscher evangelisch-lutherischer Geistlicher und Hauptpastor der Lübecker Marienkirche
- Harmsen, Lars (* 1964), deutscher Typograph, Graphiker und Designer
- Harmsen, Rieke C. (* 1967), deutsche Journalistin
- Harmsen, Sallie (* 1989), niederländische Film- und Theater-Schauspielerin
- Harmsen, Torsten (* 1961), deutscher Journalist, Kolumnist und Schriftsteller
- Harmssen, Gustav Wilhelm (1890–1970), deutscher Kaufmann, Senator, Generalkonsul und Politiker (BDV, FDP), MdBB
- Harmssen, Johann Andreas (1782–1861), deutscher Kapitän, Weltumsegler
- Harmston, John William (1822–1881), britisch-deutscher Pianist und Komponist
- Harmstorf, Raimund (1939–1998), deutscher SchauspielerRaimund Harmstorf (1939–1998)

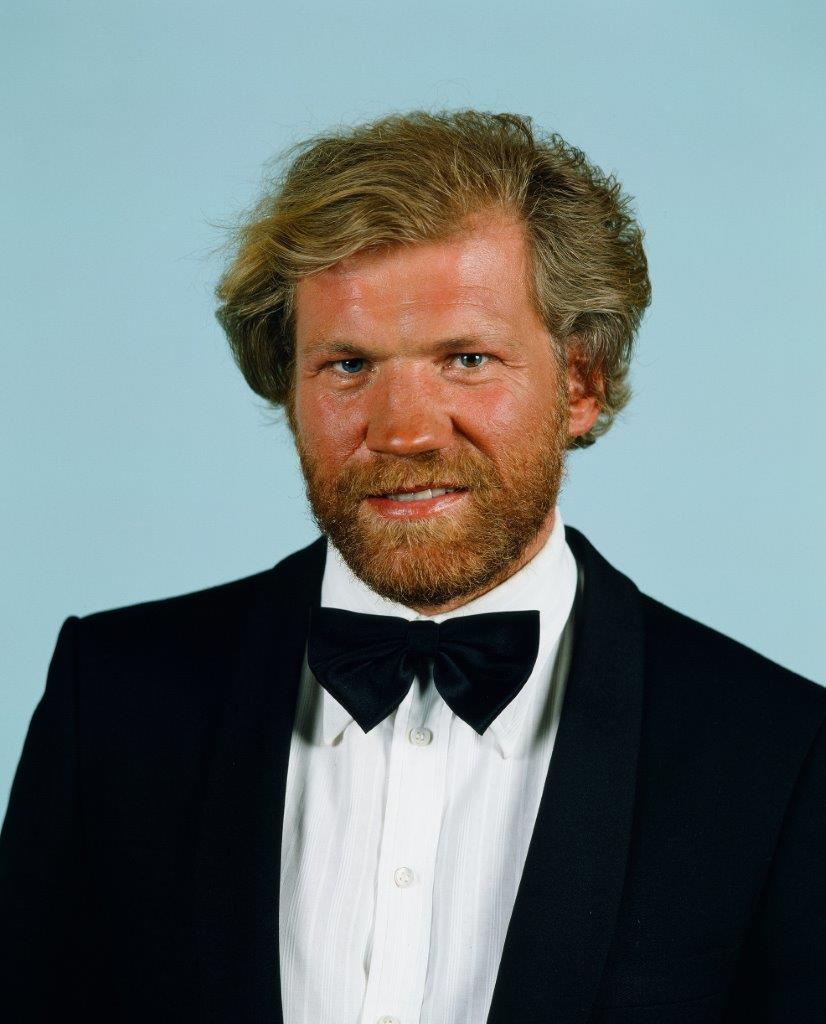
Raimund Harmstorf (1939–1998)

- Harmsworth, Alfred, 1. Viscount Northcliffe (1865–1922), britischer Journalist und Verleger
- Harmsworth, Cecil, 1. Baron Harmsworth (1869–1948), britischer Politiker der Conservative Party, Unterhausabgeordneter, Oberhausmitglied
- Harmsworth, Esmond, 2. Viscount Rothermere (1898–1978), britischer Politiker, Mitglied des House of Commons und des House of Lords
- Harmsworth, Harold, 1. Viscount Rothermere (1868–1940), britischer Zeitungsmagnat
- Harmsworth, Paul (* 1963), britischer Sprinter

### Harmt
- Harmtodt, Alois (1922–2010), österreichischer Steinmetz, Wirtschaftskammerfunktionär und Politiker, Bürgermeister von Feldbach, Landtagsabgeordneter der Steiermark

### Harmu
- Harmuth, Hans (* 1929), deutscher Fußballspieler
- Harmuth, Thea (1904–1956), deutsche Gewerkschafterin